# Abbaye Saint-Michel de Farnborough
Pour les articles homonymes, voir Abbaye Saint-Michel et Saint-Michel.
 (février 2016).
Si vous disposez d'ouvrages ou d'articles de référence ou si vous connaissez des sites web de qualité traitant du thème abordé ici, merci de compléter l'article en donnant les références utiles à sa vérifiabilité et en les liant à la section « Notes et références ».
L'abbaye Saint-Michel (en anglais : Saint Michael's Abbey) est une abbaye bénédictine de style gothique flamboyant, fondée en 1881 à Farnborough dans le sud de l'Angleterre par l'impératrice Eugénie et dont la communauté a été célèbre pour son écriture savante et sa tradition musicale de chants grégoriens.
Elle héberge également le sanctuaire national dédié à saint Joseph depuis 2008, titre donné par la Conférence des évêques catholiques d'Angleterre et du pays de Galles, après le déplacement de la statue et des autels du Saint Joseph's College de Mill Hill (en) à Londres pour cause de vente des bâtiments.

## Histoire
Établis par l'impératrice Eugénie (1826-1920) pour abriter le mausolée de son mari Napoléon III (1808-1873) et de son fils, le Prince impérial (1856-1879, mort sous l'uniforme britannique en Afrique du Sud, tué par les Zoulous), dont les corps reposent dans la crypte, avec le sien, l'église et le monastère construits en 1881 furent d'abord administrés selon les règles des Prémontrés.
En 1895, l'ex-impératrice remplaça ces moines par des bénédictins français de l'abbaye de Solesmes. 
D'abord prieuré, le monastère Saint-Michel de Farnborough devient abbaye en 1903, en relevant à son bénéfice le titre de l'abbaye du Mont-Saint-Michel. 
L'abbaye, située au nord de Farnborough, où l'ex-impératrice vivait (Farnborough Hill) et possédait plusieurs maisons, dont l'Empress cottage, est reconnue pour la qualité exceptionnelle de sa liturgie, qui est chantée en latin et en chant grégorien et par son édition en fine impression, mais la communauté monastique devint trop peu nombreuse pendant les années 1940 et fut complétée en 1947 par un petit groupe de moines anglais de l'abbaye de Prinknash. 
Redevenu prieuré, le monastère, avec ses huit moines, fait depuis 1947 partie de la province anglaise de la congrégation de Subiaco (confédération bénédictine) et le dernier religieux français, Dom Zerr, meurt à Farnborough en 1956. 
À la suite de la restauration du titre abbatial en 2006, la communauté a élu le premier abbé de Farnborough anglais, mais parfaitement francophone, le T.R.P. Dom Cuthbert Brogan.
L'église abbatiale a été construite dans le style gothique flamboyant par l'architecte français Gabriel-Hippolyte Destailleur. Depuis le début du XXe siècle, l'abbé bénédictin de Farnborough portait de droit le titre de père abbé de l'abbaye du Mont-Saint-Michel. En effet, à cette époque, l'évêque de Coutances et Avranches obtient par rescript du 6 décembre 1917 que soit autorisé le rétablissement de la vie monastique au Mont dès que les circonstances le permettraient, et qu'entre-temps l'abbé de Farnborough soit nommé comme administrateur apostolique, avec le droit d'ajouter à son propre titre celui d'abbé du Mont-Saint-Michel, pour récompenser l'abbaye de Farnborough pour le service rendu par certains de ses moines (des bénédictins français de l'abbaye Saint-Pierre de Solesmes en exil) venus assurer une présence spirituelle au Mont auprès des pèlerins, de plus en plus nombreux à y revenir, rien n'étant fixé pour les accueillir.
La charte d'octroi stipule que le père abbé portera ce titre jusqu'à ce qu'une nouvelle communauté bénédictine se réinstalle au Mont et réélise un nouveau père-abbé, ce qui, n'étant pas réalisé à ce jour, demeure valable. 

## L’orgue
L’église abrite un orgue à deux claviers et pédalier réalisé par le facteur d’orgues renommé Aristide Cavaillé-Coll. Cet instrument a été construit vers 1888, mais sa destination primitive reste inconnue. Il a été importé de France et installé dans l’église en 1904, donc après la mort de Cavaillé-Coll (1899), à l’instigation de l’abbé Cabrol. Même si la plaque de console est du type « A. Cavaillé-Coll à Paris », cet instrument de quatorze jeux réels (dix-sept à la console car trois de Pédale sont empruntés) a donc été installé sur place par son successeur, Charles Mutin, et inauguré le jour de Pâques 1905. L'instrument a été restauré en 2000 par la société Johannes Klais Orgelbau.
La traction est entièrement mécanique pour tout l’instrument.

### Composition
| I - Grand-Orgue 6 jeux - C1–G5 - 56 notes. |                  |     |
| 1. | Bourdon          | 16’ |
| 2. | Montre           | 8’  |
| 3. | Bourdon          | 8’  |
| 4. | Flûte harmonique | 8’  |
| 5. | Salicional       | 8’  |
| 6. | Prestant         | 4’  |
| ● Accouplement : (II / I). ● Pédale Comcr. (Commencer / Appel) et Fnr. (Finir / Renvoi) agissant sur les boutons de registres préalablement tournés d'un quart de tour. |                  |     |
| |                  |     |

| II - Récit 7 jeux - C1–G5 - 56 notes.                                                                       |                  |          |       |
| 7. | Cor de nuit      | 8’       | C1‑G5 |
| 8. | Viole de Gambe   | 8’       | C1‑G5 |
| 9. | Voix Céleste     | 8’       | C2‑G5 |
| 10. | Flûte octaviante | 4’       | C1‑G5 |
| 11. | Plein-Jeu        | IV rangs | C1‑G5 |
| 12. | Trompette        | 8’       | C1‑G5 |
| 13. | Basson-Hautbois  | 8’       | C1‑G5 |
| ● Octaves graves du Récit au Grand-Orgue. ● Appel d'anches et Plein jeu. ● Expression par pédale à bascule. |                  |          |       |
| |                  |          |       |

| III - Pédale 4 jeux - C1–F3 - 30 notes. |               |     |                                                   |
| 14.                                     | Soubasse      | 16’ |                                                   |
| 15.                                     | Contre-basse  | 16’ | Emprunt du Bourdon 16’ de Grand-Orgue.            |
| 16.                                     | Flûte ouverte | 8’  | Emprunt de la Flûte harmonique 8’ de Grand-Orgue. |
| 17.                                     | Bourdon       | 8’  | Emprunt du Bourdon 8’ de Grand-Orgue.             |
| ● Tirasse : (I / P) ― (II / P)          |               |     |                                                   |
|                                         |               |     |                                                   |

- Trémolo agissant sur tout l’orgue.

Des récitals d’orgue ont lieu le premier dimanche après-midi du mois entre mai et octobre.

## Le rapatriement en France de la dépouille mortelle de NapoléonIIIen question
Depuis la fin du XXe siècle et l'amélioration de l'image de Napoléon III en France, différentes personnalités politiques, dont Philippe Séguin, Christian Estrosi ou Marine Le Pen, ont demandé le rapatriement de sa dépouille mortelle en France, demandes dont les médias se sont parfois fait l'écho mais sans que celles-ci aient jamais eu l'approbation des descendants de la famille impériale, ni aient été portées ou soutenues par l'État français.

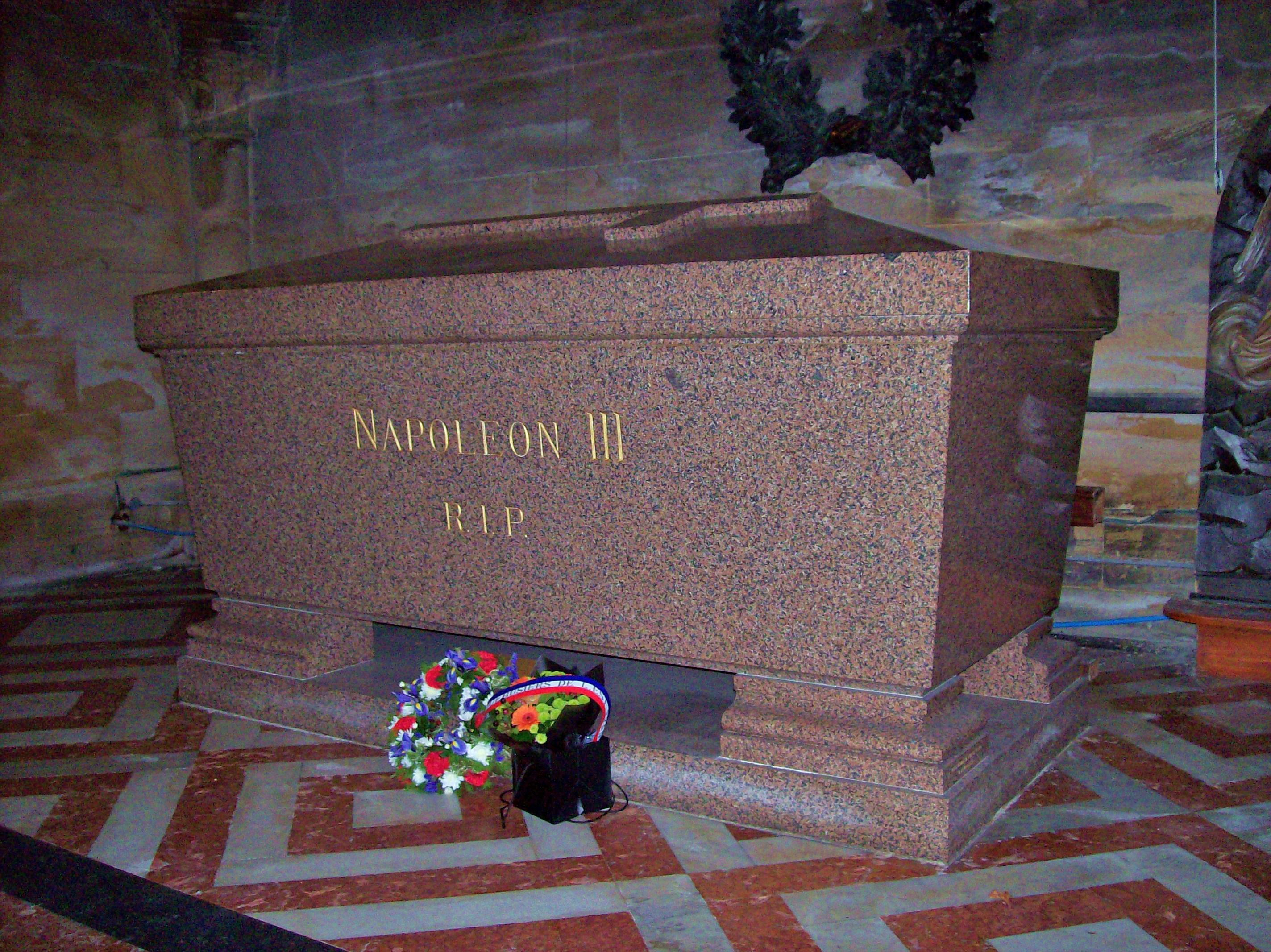
Tombeau de l'empereur Napoléon III.
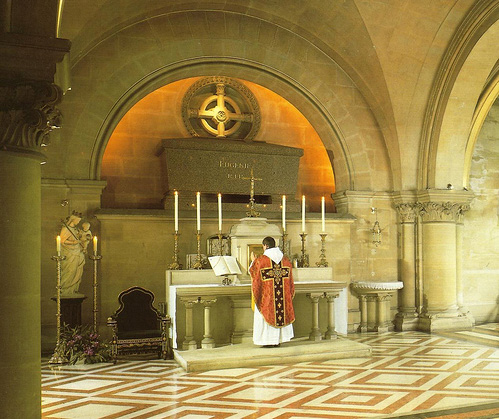
Tombeau de l'impératrice Eugénie
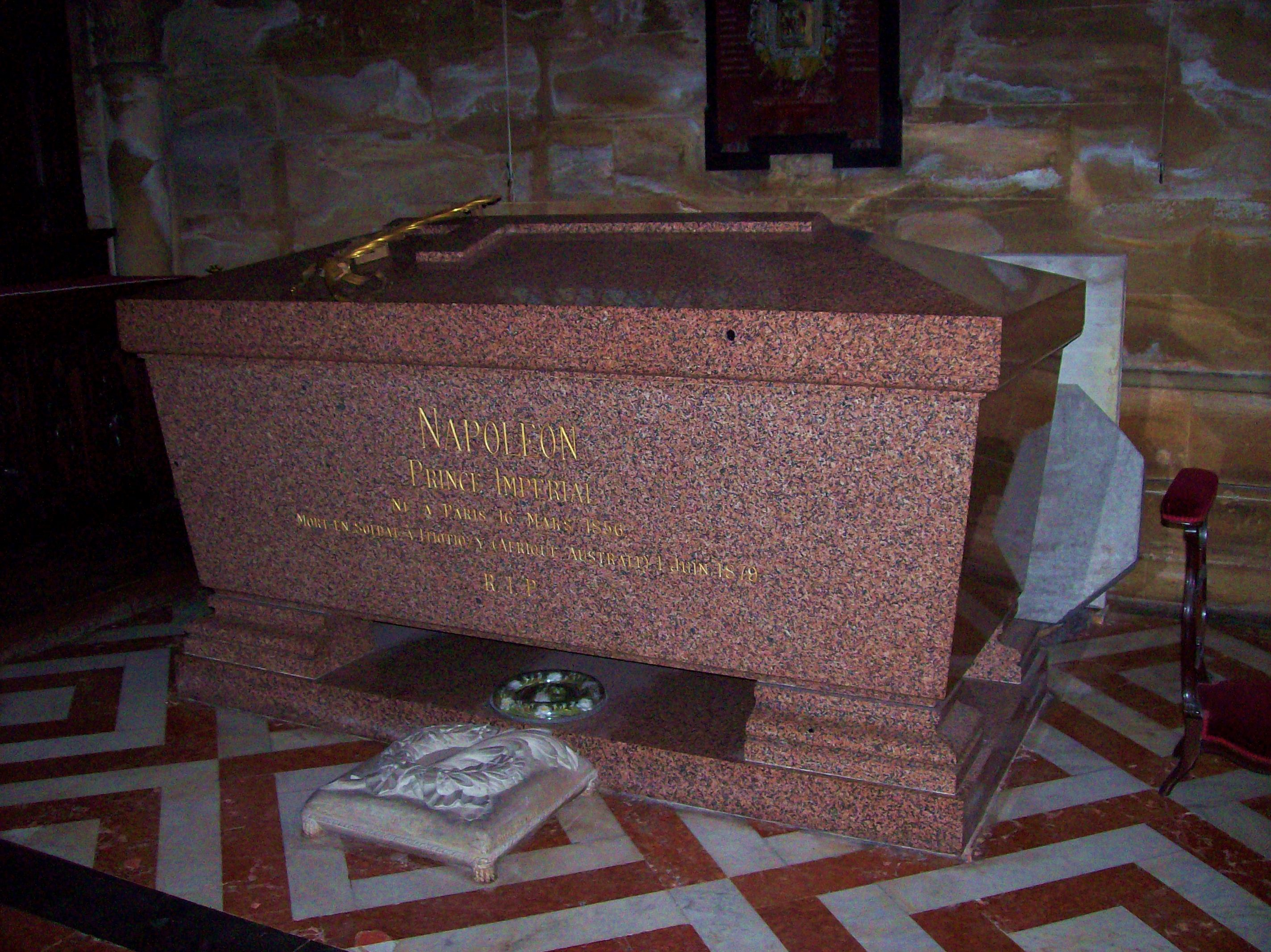
Tombeau du prince impérial Louis-Napoléon Bonaparte

L'abbé Cuthbert a, par ailleurs, ironisé la situation en déclarant « Presque tous les 15 ans, pour des raisons que nous ignorons complètement, il y a un projet de retour des cendres de Napoléon III dans votre pays ».